# Linsdorf
Linsdorf là một xã ở tỉnh Haut-Rhin trong vùng Grand Est ở đông bắc Pháp. Xã này có diện tích 3,36kilômét vuông, dân số năm 1999 là 318 người. Khu vực này có độ cao trung bình 400 mét trên mực nước biển.